# 2020 VT4
2020 VT4 — невеликий навколоземний астероїд, який пройшов за 370 км над поверхнею Землі 13 листопада 2020 року о 17:20 UTC. Спочатку відомий за своїм внутрішнім позначенням A10sHcN, астероїд виявлений за допомогою системи телескопів ATLAS в Обсерваторії Мауна-Лоа через 15  годин після найбільшого наближення до Землі. 370 км — найближче зафіксоване перебування астероїда до поверхні Землі. Розмір астероїда в межах 5—10 м.

## Інтернет-ресурси
- «Pseudo-MPEC» for A10sHcN [Архівовано 14 листопада 2020 у Wayback Machine.], Project Pluto, 14 November 2020
- 2020 VT4. International Astronomical Union. Процитовано 14 novembre 2020.
- 2020VT4. Department of Mathematics, University of Pisa, Italy. Процитовано 14 novembre 2020.
- NEO Earth Close Approaches. Jet Propulsion Laboratory. Процитовано 14 novembre 2020.

| Сатурн | Це незавершена стаття з астрономії. Ви можете допомогти проєкту, виправивши або дописавши її. |